# Kleioweisiopsis involuta
Kleioweisiopsis involuta là một loài rêu trong họ Orthotrichaceae. Loài này được Bizot mô tả khoa học đầu tiên năm 1974.